# Otto Kurth
Otto Kurth (31 de mayo de 1912 - 13 de diciembre de 1996) fue un actor y director radiofónico, cinematográfico y televisivo de nacionalidad alemana. 

## Biografía
Nacido en Bremen, Alemania, Otto Kurth se inició bajo la dirección de Erich Ziegel y Mirjam Horwitz en el Hamburger Kammerspiele de Hamburgo. Posteriormente trabajó como actor y dramaturgo en el Teatro Thalia de Hamburgo (1933) y en el Theater Bremen, en Bremen. A partir de 1938 dirigió, entre otros a Jürgen Fehling y Gustaf Gründgens en el Konzerthaus Berlin de Berlín.
Tras la Segunda Guerra Mundial, en 1945 Kurth fue jefe del departamento dramático de la Nordwestdeutscher Rundfunk (NWDR), y en 1947 director jefe de la radio. En ese cargo fue responsible, en los años 1940, de un gran número de piezas radiofónicas.
De entre su actividad radiofónica, destaca su adaptación en 1953 de la obra Ein Engel namens Schmitt, con Heinz Rühmann, la de 1956 El pequeño Lord, y la adaptación llevada a cabo en 1958 de la novela de Boris Pasternak Doctor Zhivago. 
Kurth fue también director teatral. En 1949 dirigió la comedia Das träumende Mädchen, de Elmer Rice, con Hannelore Schroth en la Hamburger Kammerspielen regida por Ida Ehre. Además, trabajó invitado en el Staatstheater Kassel, en Kassel.
A partir de los años 1960 Kurth actuó en diferentes producciones televisivas, entre ellas series y telefilmes como Der Kommissar, Der Alte, Tadellöser & Wolff y Die Geschwister Oppermann. Además de su trabajo como actor, Kurth también asumió la labor de director en otros programas televisivos.
Además de su carrera como actor y director, Kurth publicó en 1990 el libro Erzählungen und Briefe.
Otto Kurth falleció en 1996 en Munich, Alemania. Fue enterrado en el Cementerio Nordfriedhof de Múnich. Había estado casado con la actriz Margot Franken.

## Selección de su filmografía

### Director
- 1959: Isobel (TV)
- 1960: Das Land der Verheißung (TV)
- 1960: Die eiskalte Nacht (TV)

### Actor
| - 1966: Standgericht (TV) - 1966: Antioxzin (TV) - 1967: Lobby Doll und die Sitzstangenaffäre – Eine erdachte Rekonstruktion (TV) - 1968: Mord in Frankfurt (TV) - 1968: Der Eismann kommt (TV) - 1969: Die mißbrauchten Liebesbriefe (TV) - 1969: Alma Mater (TV) - 1970: Ein Mädchen (TV) - 1970: Der Portland-Ring (TV) - 1970: Pater Brown – (serie TV) Der rote Mond von Meru - 1971: Sparks in Neu-Grönland (TV) - 1971: Paul Esbeck (TV) - 1971: Narrenspiegel (TV) - 1972: Rosa und Lin (TV) | - 1972: Der 21. Juli (TV) - 1973: Bauern, Bonzen und Bomben (miniserie TV) - 1973: Dem Täter auf der Spur (serie TV) – Blinder Haß - 1973: Das fliegende Klassenzimmer - 1973: Der Kommissar (serie TV) – Sommerpension - 1973: Kara Ben Nemsi Effendi (serie TV) – Die Koptscha - 1974: Tod in Astapovo (TV) - 1974: Nebel (TV) - 1975: Tadellöser & Wolff (miniserie TV) - 1976: PS – Geschichten ums Auto (serie TV) - 1978: Feuerwasser (TV) - 1979: Der Alte (serie TV) – Lippmann wird vermißt - 1983: Die_Geschwister_Oppermann (miniserie TV) - 1985: Der Alte (serie TV) – Die Angst des Apothekers - 1988: Faust – Vom Himmel durch die Welt zur Hölle |

## Radio (selección)

### Director
| - 1947: Nun singen sie wieder - 1949: Der Schmuck - 1949: Siegfried - 1950: Der Grosstyrann und das Gericht - 1950: Biologie und Tennis - 1950: Tante Lisbeth - 1951: Um Jahr und Tag - 1952: Co muß sterben - 1953: Die vertraulichen Aufzeichnungen und Bekenntnisse eines gerechtfertigten Sünders - 1953: Das Schiff Esperanza - 1953: Knöpfe - 1953: Ein Engel namens Schmitt - 1953: Der Pavillon - 1954: Der Mann aus den Wäldern - 1955: Der verschwundene Diplomat - 1955: Mary Celeste - 1956: Zinngeschrei - 1956: Ein Weg zum Ruhm - 1956: Der_kleine_Lord - 1957: Eine große Familie - 1958: Der Brückenkopf - 1958: Feldgendarmerie - 1958: Der Truppenübungsplatz | - 1958: Gefangenschaft und Entlassung - 1958: Heimkehr - 1958: Grenzgänger - 1958: Doktor Schiwago - 1959: Der Mann mit der Aktenmappe - 1959: Das Handtaschenwunder - 1962: Die Schatzinsel - 1962: Orestie - 1964: Die Übungspatrone - 1964: Und das Krumme wird gerade - 1964: Der Prozeß um des Esels Schatten - 1964: Jansens Revolver - 1965: Das zweite Motiv - 1965: Tod einer Studentin - 1966: Helen und Edward und Henry - 1969: Die schwierige Aufgabe - 1969: Der Langweiler - 1969: Geister im Haus - 1970: Mord im Pfarrhaus - 1971: Pat - 1972: Der Pudel mit der Löwenmähne - 1973: Mach auf, es läutet - 1976: An den Falschen geraten - 1976: Ihr kleines Geheimnis |

### Voz
- 1952: Co muß sterben
- 1953: Die vertraulichen Aufzeichnungen und Bekenntnisse eines gerechtfertigten Sünders
- 1958: Die Mutter
- 1969: Ich, der Robot
- 1969: Die schwierige Aufgabe
- 1971: Pat
- 1972: Der Pudel mit der Löwenmähne
- 1976: Ihr kleines Geheimnis
- 1982: Blaubart

## Libros
- 1990: Erzählungen und Briefe. Franke, München, ISBN 3-928166-00-X